# Ghislaine Landry
Ghislaine Landry (27 de abril de 1988) é uma ruguebolista de sevens canadense, medalhista olímpica.

## Carreira
Ghislaine Landry integrou o elenco da Seleção Canadense Feminina de Rugby Sevens medalha de bronze na Rio 2016.